# گروجیسک مازوویتسکی
گروجیسک مازوویتسکی (به لاتین: Grodzisk Mazowiecki؛ تلفظ لهستانی: [ˈɡrɔd͡ʑisk mazɔˈvʲɛt͡skʲi] ()؛ یک شهر در لهستان است که در گمینا گروجیسک مازوویتسکی واقع شده‌است.
گروجیسک مازوویتسکی ۱۳٫۱۹ کیلومتر مربع مساحت و ۲۷٬۰۵۵ نفر جمعیت دارد.

## خواهرخوانده
شهرهای رادویلیشکیس، شولی (شهر) و دانیلوفگراد خواهرخوانده‌های گروجیسک مازوویتسکی هستند.